# Sooperdooperlooper
Sooperdooperlooper in Hersheypark (Hershey, Pennsylvania, USA) ist eine Stahlachterbahn des Herstellers Schwarzkopf GmbH, die am 4. Juli 1977 eröffnet wurde.
Das Layout der 796,7 m langen Bahn wurde von Werner Stengel an das Gelände von Hersheypark angepasst und erreicht eine Höhe von 23 m. Sie besitzt einen 22,9 m hohen First Drop und die Höchstgeschwindigkeit beträgt 72 km/h.

## Züge
Sooperdooperlooper besitzt zwei Züge mit jeweils sechs Wagen. In jedem Wagen können vier Personen (zwei Reihen à zwei Personen) Platz nehmen. Als Rückhaltesystem kommen Schoßbügel zum Einsatz.